# Кејро (Њујорк)
Кејро (енгл. Cairo) насељено је место без административног статуса у америчкој савезној држави Њујорк.

## Демографија
По попису из 2010. године број становника је 1.402, што је 12 (0,9%) становника више него 2000. године.
| Група             | 2000.         | 2010.         |
| Белци             | 1.255 (90,3%) | 1.252 (89,3%) |
| Афроамериканци    | 13 (0,9%)     | 25 (1,8%)     |
| Азијати           | 3 (0,2%)      | 11 (0,8%)     |
| Хиспаноамериканци | 92 (6,6%)     | 88 (6,3%)     |
| Укупно            | 1.390         | 1.402         |